# Olympische Winterspiele 1932/Skispringen
Bei den III. Olympischen Winterspielen 1932 in Lake Placid fand ein Wettbewerbe im Skispringen statt. Dieser war gleichzeitig Teil der 9. Nordische Skiweltmeisterschaften. Somit wurden neben olympischen Medaillen auch Weltmeisterschaftsmedaillen vergeben. Austragungsort war die Skisprungschanze Intervale Hill.
Sämtliche Medaillen gingen nach Norwegen.

## Bilanz

### Medaillenspiegel
| Platz  | Land     | Gold | Silber | Bronze | Gesamt |
| ------ | -------- | ---- | ------ | ------ | ------ |
| 1      | Norwegen | 1    | 1      | 1      | 3      |
| Gesamt | Gesamt   | 1    | 1      | 1      | 3      |

### Medaillengewinner
| Disziplin         | Gold              | Silber          | Bronze             |
| ----------------- | ----------------- | --------------- | ------------------ |
| Spezialsprunglauf | Birger Ruud (NOR) | Hans Beck (NOR) | Kåre Walberg (NOR) |

## Ergebnisse
| Platz | #  | Land               | Athlet             | Weiten (m)  | Punkte |
| ----- | -- | ------------------ | ------------------ | ----------- | ------ |
| 1     | 02 | Norwegen           | Birger Ruud        | 66,5 / 69,0 | 228,1  |
| 2     | 12 | Norwegen           | Hans Beck          | 71,5 / 63,5 | 227,0  |
| 3     | 17 | Norwegen           | Kåre Walberg       | 62,5 / 64,0 | 219,5  |
| 4     | 18 | Schweden           | Sven Eriksson      | 65,5 / 64,0 | 218,9  |
| 5     | 05 | USA                | Caspar Oimoen      | 63,5 / 67,5 | 216,7  |
| 6     | 16 | Schweiz            | Fritz Kaufmann     | 63,5 / 65,5 | 215,8  |
| 7     | 14 | Norwegen           | Sigmund Ruud       | 63,0 / 62,5 | 215,1  |
| 8     | 23 | Japan              | Gorō Adachi        | 60,0 / 66,0 | 210,7  |
| 9     | 33 | Schweiz            | Cesare Chiogna     | 60,0 / 63,0 | 209,8  |
| 10    | 01 | Schweden           | Erik Rylander      | 58,0 / 58,5 | 206,0  |
| 11    | 27 | Schweden           | Holger Schön       | 57,0 / 61,5 | 201,8  |
| 12    | 26 | Polen              | Bronisław Czech    | 56,0 / 60,0 | 200,7  |
| 13    | 34 | USA                | Peder Falstad      | 56,0 / 62,5 | 199,5  |
| 14    | 24 | Königreich Italien | Ernesto Zardini    | 53,0 / 65,0 | 196,7  |
| 15    | 09 | USA                | John Steele        | 55,0 / 56,0 | 195,6  |
| 16    | 32 | Königreich Italien | Ingenuino Dallago  | 58,5 / 53,0 | 195,6  |
| 17    | 19 | Polen              | Stanisław Marusarz | 55,0 / 53,0 | 192,5  |
| 18    | 06 | Schweiz            | Fritz Steuri       | 58,0 / 53,5 | 192,4  |
| 19    | 29 | Kanada             | Robert Lymburne    | 58,0 / 51,0 | 192,1  |
| 20    | 20 | Kanada             | Jacques Landry     | 52,5 / 54,0 | 186,8  |
| 21    | 30 | Tschechoslowakei   | Antonín Bartoň     | 47,0 / 58,0 | 186,1  |
| 22    | 25 | Polen              | Andrzej Marusarz   | 51,5 / 54,0 | 185,9  |
| 23    | 13 | Tschechoslowakei   | František Šimůnek  | 48,0 / 55,5 | 183,2  |
| 24    | 21 | Tschechoslowakei   | Ján Cífka          | 47,0 / 51,0 | 172,5  |
| 25    | 35 | Österreich         | Harald Paumgarten  | 42,5 / 46,5 | 163,4  |
| 26    | 04 | Tschechoslowakei   | Jaroslav Feistauer | 47,0 / 41,0 | 163,0  |
| 27    | 22 | Königreich Italien | Severino Menardi   | 36,5 / 56,5 | 161,6  |
| 28    | 08 | Japan              | Mitsutake Makita   | 59,0 / 59,5 | 134,2  |
| 29    | 07 | Kanada             | Arnold Stone       | 61,5 / 49,0 | 115,5  |
| 30    | 10 | Kanada             | Leslie Gagne       | 45,0 / 44,5 | 110,5  |
| 31    | 15 | Japan              | Yoichi Takata      | 37,5 / 57,0 | 091,1  |
| 32    | 28 | Japan              | Katsumi Yamada     | 57,0 / 51,5 | 070,0  |
| 33    | 31 | USA                | Roy Mikkelsen      | 53,0 / –    | 052,0  |
| 34    | 03 | Österreich         | Harald Bosio       | 68,0 / –    | 029,0  |
| DNS   | 11 | Österreich         | Gregor Höll        | - / -       | -      |

Datum: 12. Februar 1932 
34 Teilnehmer aus 10 Ländern, 32 in der Wertung.
Der Österreicher Harald Bosio trat zu seinem zweiten Sprung nicht an.